# Rofrano
Rofrano község (comune) Olaszország Campania régiójában, Salerno megyében.

## Fekvése
A megye déli részén fekszik. Határai: Alfano, Caselle in Pittari, Laurino, Laurito, Montano Antilia, Novi Velia, Roccagloriosa, Sanza, Torre Orsaia és Valle dell’Angelo.

## Története
Első említése 1131-ből származik. A következő századokban nemesi birtok volt. A 19. században nyerte el önállóságát, amikor a Nápolyi Királyságban felszámolták a feudalizmust.

## Népessége
A népesség számának alakulása:

## Főbb látnivalói
- egy középkori őrtorony
- Sant’Anna-kápolna
- San Nilo-templom
- Santa Maria dei Martiri-templom